# Sahara Force India
A Force India egy megszűnt Formula–1-es csapat, amely a 2008-as szezonban vett részt először a sportágban, a Spyker csapat utódjaként. (A Spyker csupán egy évadban, 2007-ben szerepelt a Formula–1-ben, jogelődjei a Midland és a Jordan csapatok voltak.) A Force India a 2008-as világbajnokságot utolsóként zárta, 0 ponttal.
2008-ban a Spykertől örökölt együttműködési szerződés alapján Ferrari motorokkal versenyeztek, amiket 2009-re Mercedesre cseréltek. A Force India 2009-től széleskörűen együttműködik a McLarennel, így a motor mellett ugyanazzal a váltóblokkal és hidraulikai rendszerrel szereli fel autóit a két csapat. Eddigi legjobb versenyeredményük a 2009-es belga nagydíjon Giancarlo Fisichella második helyezése. Legjobb világbajnoki helyezésüket 2016-ban és 2017-ben érték el, amikor a konstruktőrök között negyedik helyen végeztek. A 2018-as magyar nagydíjat követően a csapat csődeljárás alá került, majd új tulajdonosi körrel, Racing Point Force India néven folytatta a szezont.

## Története

### Előzmények
2007. augusztus 14-én jelentették be, hogy eladják a holland Spyker csapatot. Tulajdonosa az indiai vállalkozó, Vidzsáj Mallja lett. Első számú versenyzőjük 2008-ban az olasz Giancarlo Fisichella, társa a már 2007-ben is a Spyker színeiben versenyző német Adrian Sutil volt. Teszt-és tartalékpilótának szerződtették a sokáig az egyik versenyzői ülésért is versenyben lévő Vitantonio Liuzzit.

### 2008

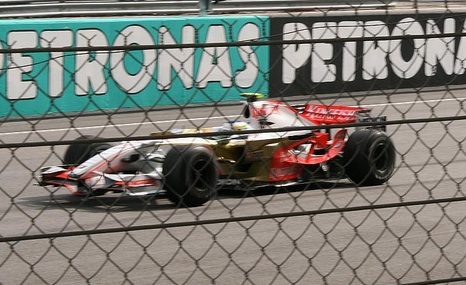
Fisichella a maláj nagydíjon, 2008-ban

A szezonnyitó ausztrál nagydíjon mindkét versenyző kiesett, Sutil egy látványos baleset miatt, amelyben nem sérült meg. Malajziában Sutil ismét kiesett, míg Fisichella tizenkettedik lett. Ezt a teljesítményét megismételte a következő, bahreini nagydíjon, ahol – először az évben – Sutil is célba ért, a 19. helyen. Spanyolországban azonban nem tudta megismételni ezt az eredményét, már az első körben megpördült és kiesett, Sebastian Vettelt is magával rántva. Fisichella közel került a pontszerzéshez a versenyen, sokáig a büntetése miatt mögötte autózó Nick Heidfeldet is maga mögött tartotta, végül a 10. lett. Mint utóbb kiderült, ez volt önmaga és a csapat legjobb eredménye 2008-ban. A török nagydíjon már az első körben ütközött Nakadzsimával, és kiesett. Sutil a 16. helyen ért célba.
A monacói nagydíjon a 200. rajtját ünneplő Fisichella csak az utolsó, Sutil pedig a 18. helyről indulhatott, bár a szombat délelőtti, esős szabadedzésen már megmutatta, hogy vizes pályán jó eredményre képes. A versenyen esett, Sutil pedig hiba nélkül autózott. Hét körrel a vége előtt már a 4. helyen haladt, amikor a mögötte jövő Räikkönen nem tudott lefékezni a kikötői sikán előtt, és hátulról beleütközött. Még be tudott hajtani a boxba, de ott feladni kényszerült a versenyt, a csapat és saját maga óriási csalódására. A versenybírók szokványos versenybalesetnek minősítették az esetet, és nem büntették meg Räikkönent, aki elismerte a hibáját és elnézést kért Sutiltól. Ugyanakkor őt is figyelmeztették a verseny után a bírók, mert még a 13. körben, sárga zászlónál előzött. Fisichella váltóhiba miatt esett ki, így Force India pont nélkül távozott Monacóból.

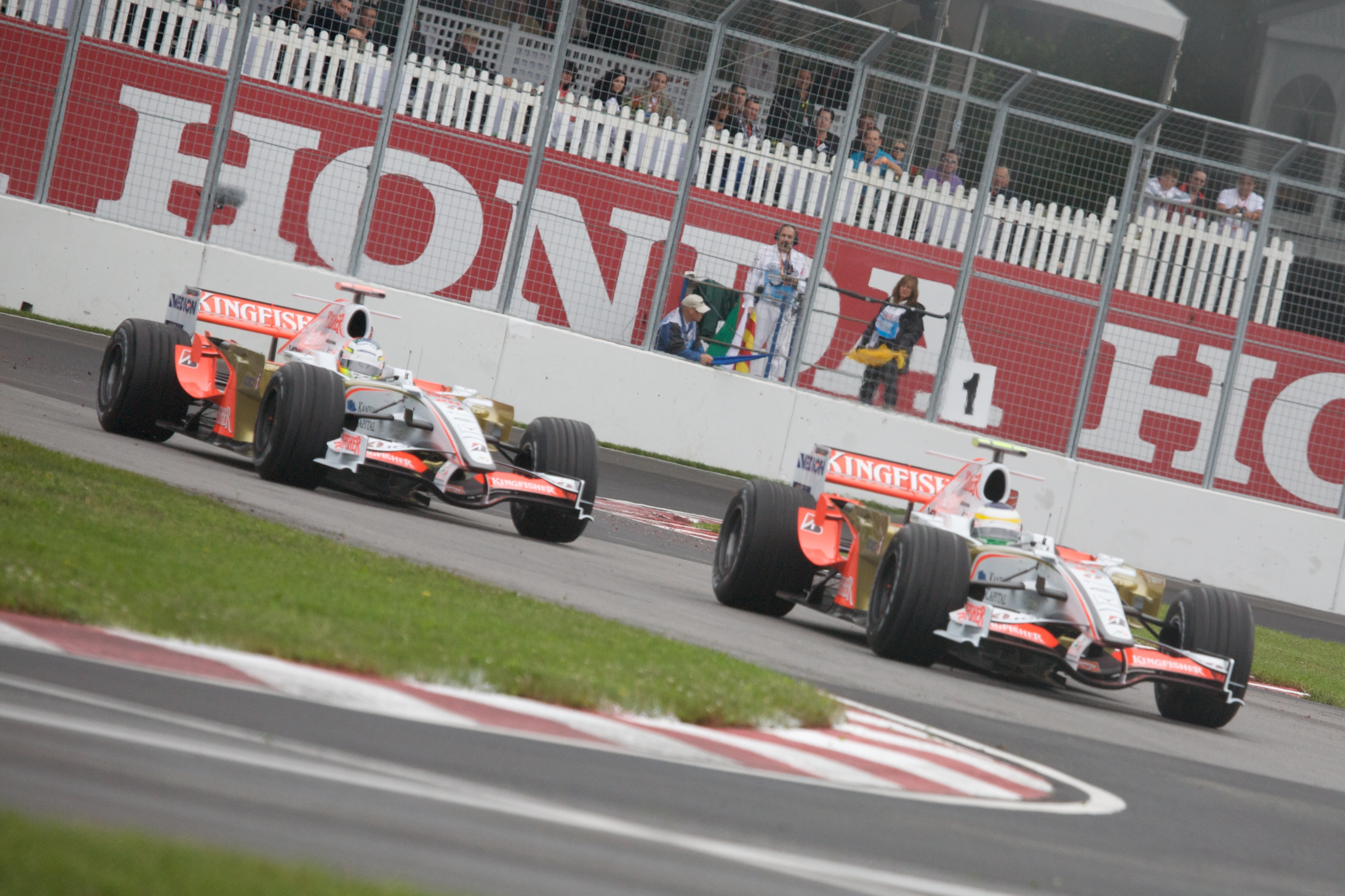
A két Force India a 2008-as kanadai nagydíjon

A kanadai nagydíjon Sutil és Fisichella is technikai probléma miatt esett ki. Sutil égő autóját (a túlhevült fékek kigyulladtak) nem tudták kivontatni a pályáról, ezért be kellett küldeni a biztonsági autót. Franciaországban csak a rajtbüntetést kapott Rosberget és Barrichellót tudták megelőzni az időmérő edzésen. Ezúttal legalább mindketten befejezték a futamot, Fisichella 18., Sutil 19. lett. A brit nagydíjon azonban mindketten kiestek. A Németországban Sutil a 15., Fisichella pedig a 16. helyet szerezte meg. A magyar nagydíjon ismét nem sikerült jó eredményt elérniük, Sutil kiesett, csapattársa 15. lett. Valenciában is hasonló volt a helyzet, Fisichella egy helyet tudott csak javítani. Az esős belga futamon mindkét versenyző célba ért, Sutil 2008-as legjobbjaként egy 13. helyet könyvelhetett el. Olaszországban Fisichella a mezőny egyetlen kiesője volt, Sutil 19. lett. Utóbbi számára ezután zsinórban három kiesés következett, Fisichella kétszer ért célba ez idő alatt.
A szezonzáró brazil nagydíjon a 16. és a 18. helyet szerezték meg a Force Indiák, így pont nélkül, a 10. helyen zárta a csapat a 2008-as évet. Adrian Sutil Monacóban, Giancarlo Fisichella Brazíliában járt közel a pontszerzéshez, utóbbi néhány körön keresztül a 3. helyen állt, de végül csak 18. lett. A Force India megelőzte ugyan a négy verseny után visszalépő Super Agurit, de gyakorlatilag a mezőny leggyengébb csapata volt az idényben.
2008. november 10-én bejelentették, hogy a Force India felbontotta együttműködési szerződését a Ferrarival és hasonló tartalmú megállapodást kötött a Mercedesszel és a McLarennel. Eszerint 2009-ben Mercedes motorokkal és McLaren váltóblokkal, valamint hidraulikai rendszerrel és aerodinamikai elemekkel szerelik fel az autóikat.

### 2009

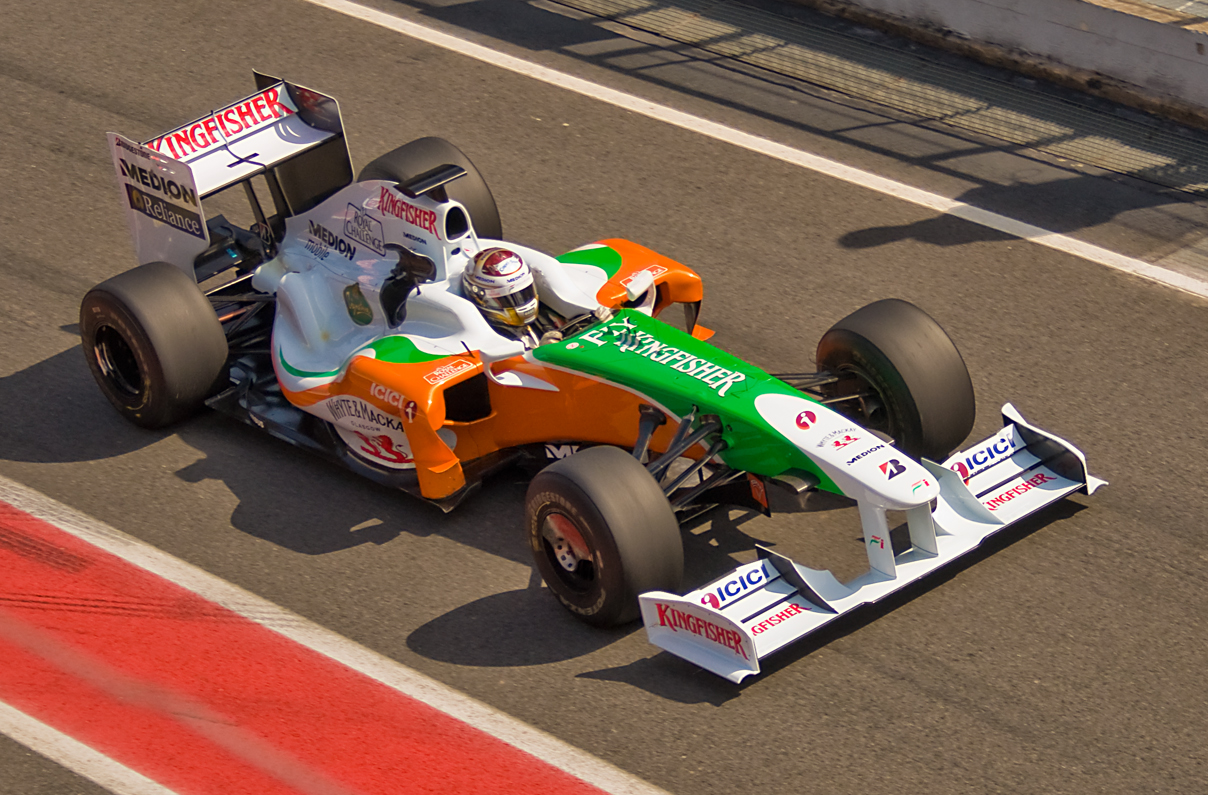
2009, Barcelona

A 2009-es évnek a változatlan Giancarlo Fisichella, Adrian Sutil versenyzőpárossal vágott neki a csapat. A stábban azonban több személyi változás is történt: a csapatfőnöki teendőket Colin Kolles helyett maga a tulajdonos, Vidzsáj Mallja látja el, Mike Gascoyne technikai igazgatót James Key váltotta. A csapat 2009-es modelljét, a VJM02-est viszonylag későn, március 1-jén mutatták be, így csak keveset tesztelhették, de az elért eredmények a 2008-asnál jobb szereplést vetítettek előre.
Az idénynyitó ausztrál nagydíjon a 9. és a 11. helyen végeztek a Force Indiák.
A Belga nagydíj hétvégéjén mindkét pilóta remekelt.
Az időmérő edzésen Fisichella megszerezte a Force India első pole-pozícióját.
A verseny ötödik körében a finn Kimi Räikkönen megelőzte a KERS segítségével.
Fisichella végig nagyon jól ment, majd a 2. helyen ért célba. Ez volt a Force India első dobogós helyezése.
Fisichella eredménye nagy sikert aratott. A Ferrari leszerződtette a sérült Felipe Massa helyére.
Az olasz a szezon utolsó öt versenyén vezetheti a Ferrari egyik autóját, majd a 2010-ben a tesztpilótai feladatokat láthatja el. Fisichella helyére, a szintén olasz Vitantonio Liuzzi-t ültették.
A monzai futamon jól szerepelt a csapat. Sutil a megszerezte a második pozíciót az időmérőn, majd a futamon negyedik lett. Liuzzi autója tönkrement, de szereplése említésre méltó.

### 2010
A 2010-es szezonra nem cserélt pilótát a csapat, így továbbra is Adrian Sutil és Vitantonio Liuzzi vezették a két autót. A szezon végén 68 ponttal a konstruktőri pontversenyben a 7. helyet érték el és csak 1 ponttal maradtak el a 6. helyezett Williams-től.

### 2011
2011-ben Adrian Sutil maradt a csapatnál, de csapattársa az újonc Paul di Resta lett. Hatodikak lettek a konstruktőri bajnokságban 69 ponttal.

### 2012

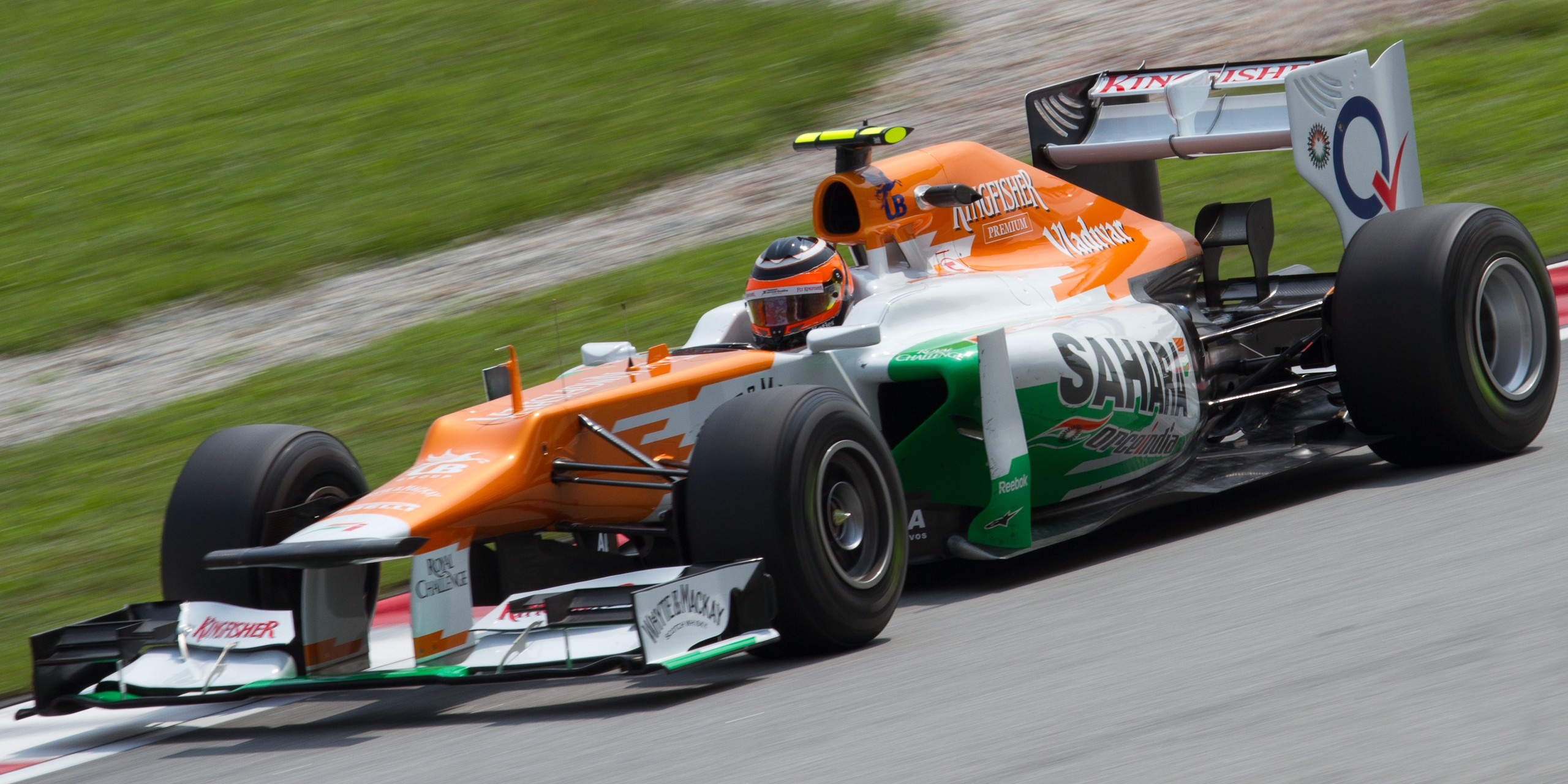
Force India VJM05

A 2012-es szezonra az addigi tesztpilóta Nico Hülkenberg lett Paul di Resta csapattársa. Az év elején di Resta folyamatosan legyőzte Hülkenberget, ami a szezon második felében megváltozott. Hülkenberg Belgiumban, di Resta pedig Szingapúrban lett 4., ami a csapat legjobb helyezését jelentette az évad során. Hülkenberg 63 ponttal az egyéniben 11., di Resta 46 ponttal a 14. helyen zárt az év végén. A csapat 109 ponttal a hetedik helyen zárt.

### 2013

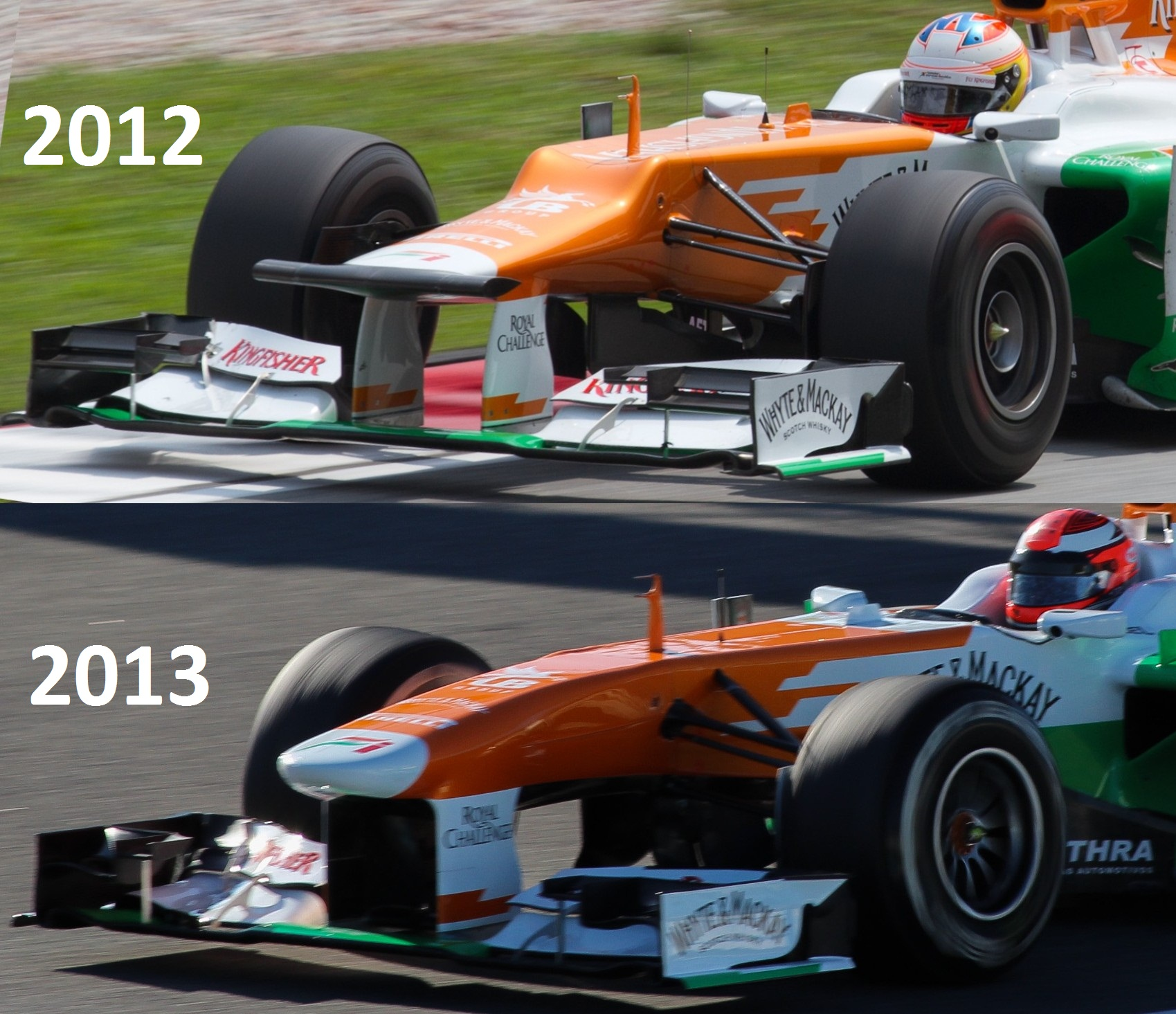
Orrkiképzés változása 2012–2013

Ebben az idényben Paul di Resta csapattársa a tavalyi szezon végén a Sauber-hez átigazolt Nico Hülkenberg helyett a korábban már a csapatnál versenyző Adrian Sutil lett. Március 14-én a csapat hivatalosan is bejelenti új szponzorációs partnerét, az Adrian Sutilhoz kötődő német szórakoztatóelektronikai és telekommunikációs céget, a Medion Mobile-t.
Az idény első futamának, az ausztrál nagydíjnak Paul di Resta a 9. helyről, míg csapattársa Adrian Sutil a 12. helyről vághatott neki.

### 2014

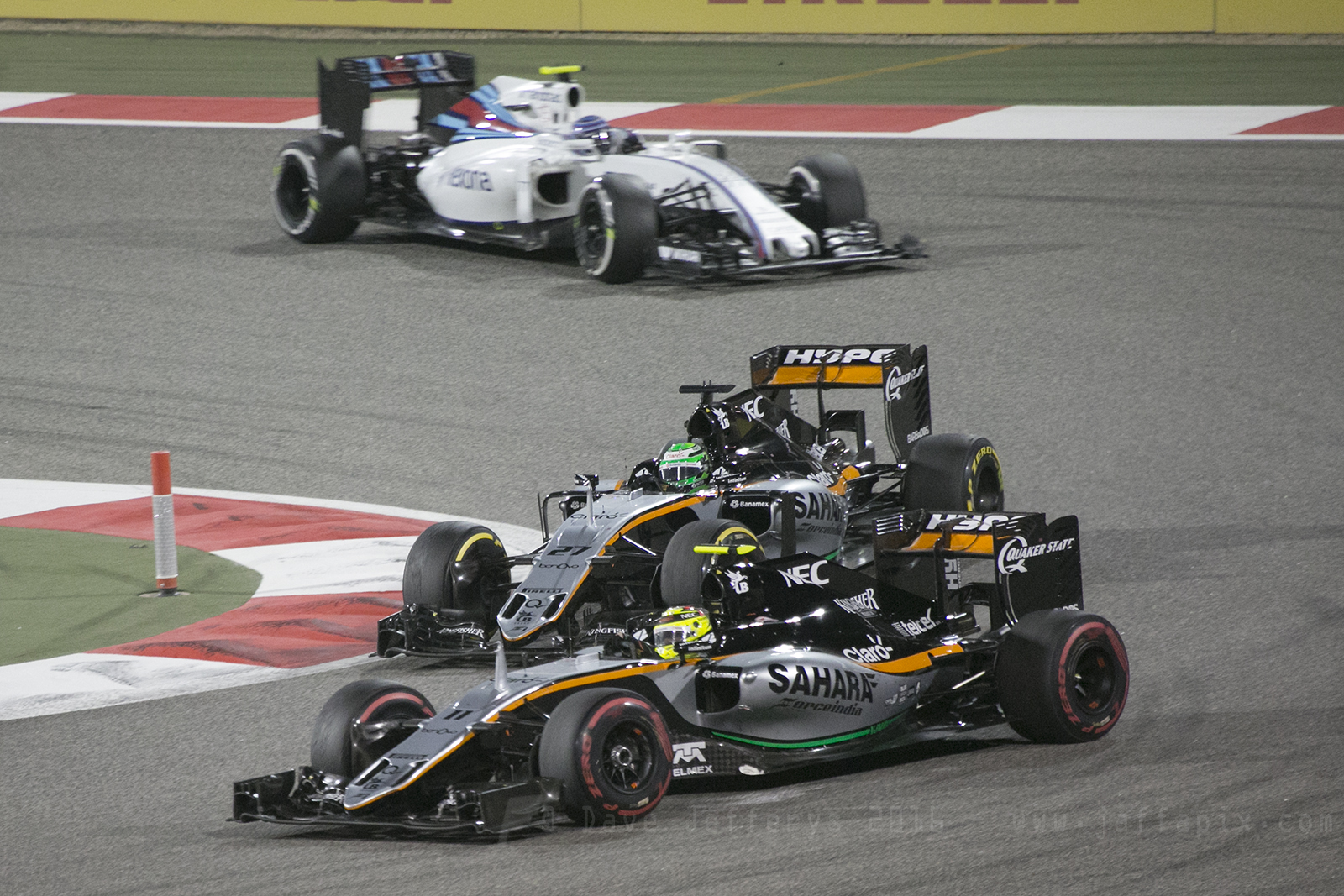
Nico Hülkenberg és Sergio Pérez 2016-ban

A 2014-es szezonra visszatért a csapathoz a német Nico Hülkenberg. Paul di Resta szerződését nem hosszabbították meg, így a skót távozott a Formula–1-ből és a DTM Mercedes csapatában folytatja tovább versenyzői karrierjét.
A csapat másik pilótája Sergio Pérez lett, akinek távoznia kellett a McLaren-től. Adrian Sutil a Sauber-hez igazolt Nico Hülkenberg helyére.

### 2018

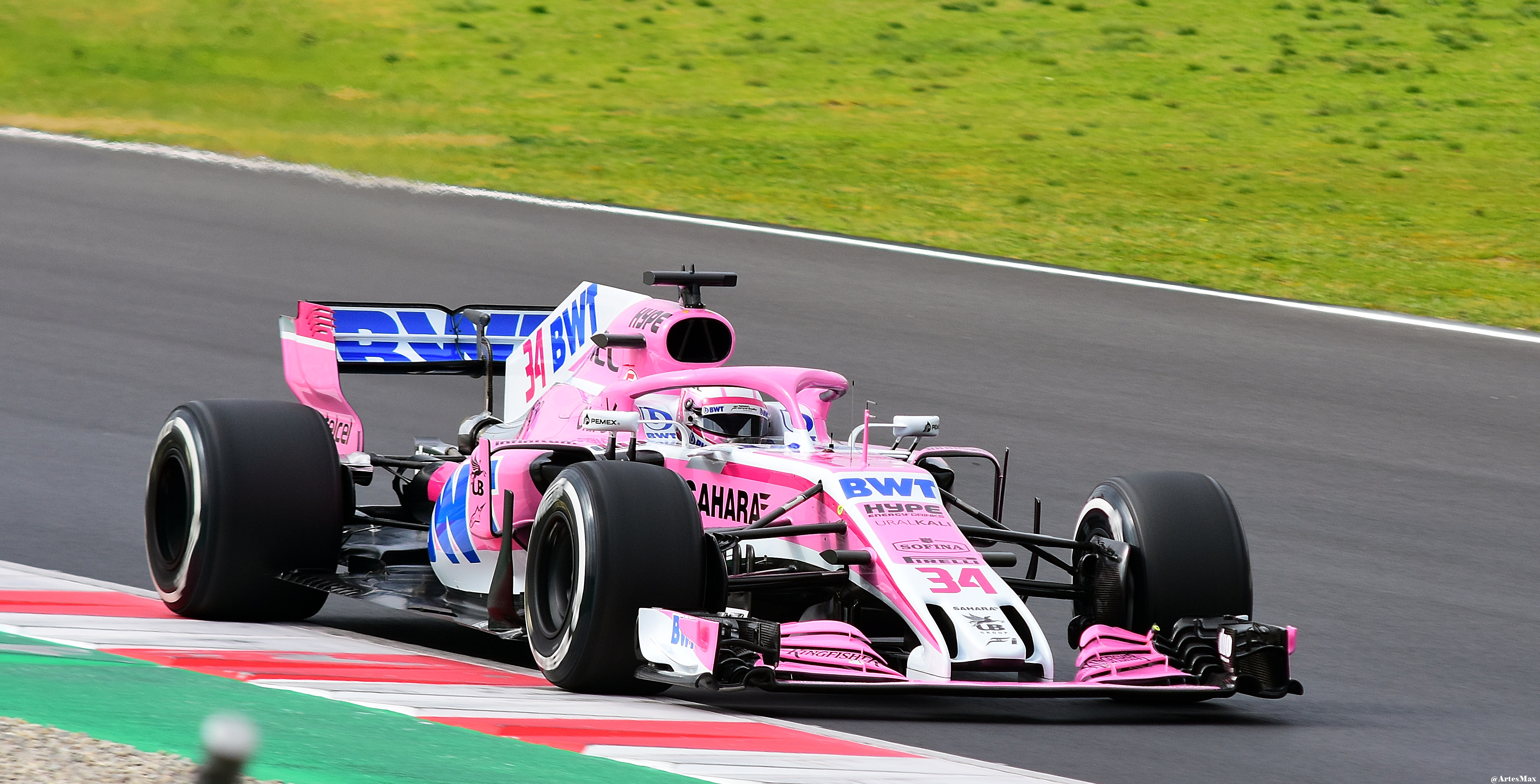
Nyikita Mazepin teszteli az utolsó Force Indiát Barcelonában

2018 július végén a Force India csődeljárás alá került. A csapat felszereléseit a Lawrence Stroll kanadai üzletember által vezetett Racing Point UK Ltd. nevű befektető konzorcium vásárolta meg. A Nemzetközi Automobil Szövetség (FIA) a Force Indiát a 2018-as Magyar Nagydíj után kizárta a 2018-as világbajnokságról, addigi megszerzett pontjait elvesztette a csapat. A csapat a 2018-as belga nagydíjtól, új nevezőként Racing Point Force India F1 Team néven szerepel a Formula 1-ben.
A 2018-as belga nagydíjat megelőzően a csapat nem tudta biztosan, hogy képes lesz-e versenyezni, mivel a Force India-t felvásároló konzorciumnak 13 hitelező bank beleegyezésére volt szüksége a sikeres adásvételhez. A teljes jóváhagyás a határidő után érkezett, így a konzorcium megvásárolta a régi csapat vagyonát, a nevezési jogot viszont nem. Így a csapat új névvel nevezett a Formula 1-ben. (Raing Point Force India). Az FIA kizárta a "korábbi Force Indiát" a bajnokságból "annak köszönhetően, hogy nem tudta befejezni a szezont", és a csapat elvesztette az addig megszerzett pontjait, de a versenyzők (Sergio Pérez, Esteban Ocon) megtarthatták addig megszerzett pontjaikat. Az új indulási jog elvileg azt is jelentette volna, hogy a Racing Point Force India minden pénzdíjtól elesik. A riválisok azonban megkegyelmeztek a csapatnak: a kilenc ellenfél egyhangú döntése alapján a Racing Point Force India is részesülhet az úgynevezett első kalapos pénzdíjból. Ez a csapatok számára egyenlő mértékben járó összeg, de csak azok jogosultak rá, akik az elmúlt két évben a konstruktőri bajnokság első tíz helyezettje között zártak. Új indulóként ez kizárta volna a Racing Point Force Indiát a pénzosztásból, a riválisok azonban belementek abba, hogy felmentést kapjon az alakulat. A pontok és konstruktőri helyezés alapján járó pénzdíjból ellenben csak a Belga Nagydíjtól számított teljesítménye alapján részesülhet a nulláról induló új csapat.

## Eredmények a Formula–1-ben
(Táblázat értelmezése)

(Félkövér: pole-pozícióból indult; dőlt: leggyorsabb kört futott) 

| Év   | Modell | Motor                                 | Váltó                                                          | Gumi | Versenyzők (rajtszám)     | 1   | 2   | 3   | 4   | 5   | 6   | 7   | 8   | 9   | 10  | 11  | 12  | 13  | 14  | 15  | 16  | 17  | 18  | 19  | 20  | 21  | Pont   | Helyezés |
| ---- | ------ | ------------------------------------- | -------------------------------------------------------------- | ---- | ------------------------- | --- | --- | --- | --- | --- | --- | --- | --- | --- | --- | --- | --- | --- | --- | --- | --- | --- | --- | --- | --- | --- | ------ | -------- |
| 2008 | VJM01  | Ferrari V8 2,4 (056)                  | Spyker 7 sebességes hosszanti elektrohidraulikus szekvenciális | B    |                           | AUS | MAL | BHR | ESP | TUR | MON | CAN | FRA | GBR | GER | HUN | EUR | BEL | ITA | SIN | JPN | CHN | BRA |     |     |     | 0      | 10.      |
| 2008 | VJM01  | Ferrari V8 2,4 (056)                  | Spyker 7 sebességes hosszanti elektrohidraulikus szekvenciális | B    | Adrian Sutil (20)         | Ki  | Ki  | 19  | Ki  | 16  | Ki  | Ki  | 19  | Ki  | 15  | Ki  | Ki  | 13  | 19  | Ki  | Ki  | Ki  | 16  |     |     |     | 0      | 10.      |
| 2008 | VJM01  | Ferrari V8 2,4 (056)                  | Spyker 7 sebességes hosszanti elektrohidraulikus szekvenciális | B    | Giancarlo Fisichella (21) | Ki  | 12  | 12  | 10  | Ki  | Ki  | Ki  | 18  | Ki  | 16  | 15  | 14  | 17  | Ki  | 14  | Ki  | 17  | 18  |     |     |     | 0      | 10.      |
| 2009 | VJM02  | Mercedes V8 2,4 (FO 108W)             | McLaren 7 sebességes félautomata elektronikus                  | B    |                           | AUS | MAL | CHN | BHR | ESP | MON | TUR | GBR | GER | HUN | EUR | BEL | ITA | SIN | JPN | BRA | UAE |     |     |     |     | 13     | 9.       |
| 2009 | VJM02  | Mercedes V8 2,4 (FO 108W)             | McLaren 7 sebességes félautomata elektronikus                  | B    | Adrian Sutil (20)         | 9   | 17  | 17  | 16  | Ki  | 14  | 17  | 17  | 15  | Ki  | 10  | 11  | 4   | Ki  | 13  | Ki  | 17  |     |     |     |     | 13     | 9.       |
| 2009 | VJM02  | Mercedes V8 2,4 (FO 108W)             | McLaren 7 sebességes félautomata elektronikus                  | B    | Giancarlo Fisichella (21) | 11  | 18  | 14  | 15  | 14  | 9   | Ki  | 10  | 11  | 14  | 12  | 2   |     |     |     |     |     |     |     |     |     | 13     | 9.       |
| 2009 | VJM02  | Mercedes V8 2,4 (FO 108W)             | McLaren 7 sebességes félautomata elektronikus                  | B    | Vitantonio Liuzzi (21)    |     |     |     |     |     |     |     |     |     |     |     |     | Ki  | 14  | 14  | 11  | 15  |     |     |     |     | 13     | 9.       |
| 2010 | VJM03  | Mercedes V8 2,4 (FO 108X)             | McLaren 7 sebességes félautomata elektronikus                  | B    |                           | BHR | AUS | MAL | CHN | ESP | MON | TUR | CAN | EUR | GBR | GER | HUN | BEL | ITA | SIN | JPN | KOR | BRA | UAE |     |     | 68     | 7.       |
| 2010 | VJM03  | Mercedes V8 2,4 (FO 108X)             | McLaren 7 sebességes félautomata elektronikus                  | B    | Adrian Sutil (14)         | 12  | Ki  | 5   | 11  | 7   | 8   | 9   | 10  | 6   | 8   | 17  | Ki  | 5   | 16  | 9   | Ki  | Ki  | 12  | 13  |     |     | 68     | 7.       |
| 2010 | VJM03  | Mercedes V8 2,4 (FO 108X)             | McLaren 7 sebességes félautomata elektronikus                  | B    | Vitantonio Liuzzi (15)    | 9   | 7   | Ki  | Ki  | 15  | 9   | 13  | 9   | 16  | 11  | 16  | 13  | 10  | 12  | Ki  | Ki  | 6   | Ki  | Ki  |     |     | 68     | 7.       |
| 2011 | VJM04  | Mercedes V8 2,4 (FO 108Y)             | McLaren 7 sebességes félautomata elektronikus                  | P    |                           | AUS | MAL | CHN | TUR | ESP | MON | CAN | EUR | GBR | GER | HUN | BEL | ITA | SIN | JPN | KOR | IND | UAE | BRA |     |     | 69     | 6.       |
| 2011 | VJM04  | Mercedes V8 2,4 (FO 108Y)             | McLaren 7 sebességes félautomata elektronikus                  | P    | Adrian Sutil (14)         | 9   | 11  | 15  | 13  | 13  | 7   | Ki  | 9   | 11  | 6   | 14  | 7   | Ki  | 8   | 11  | 11  | 9   | 8   | 6   |     |     | 69     | 6.       |
| 2011 | VJM04  | Mercedes V8 2,4 (FO 108Y)             | McLaren 7 sebességes félautomata elektronikus                  | P    | Paul di Resta (15)        | 10  | 10  | 11  | Ki  | 12  | 12  | 18  | 14  | 15  | 13  | 7   | 11  | 8   | 6   | 12  | 10  | 13  | 9   | 8   |     |     | 69     | 6.       |
| 2012 | VJM05  | Mercedes V8 2,4 (FO 108Z)             | McLaren 7 sebességes félautomata                               | P    |                           | AUS | MAL | CHN | BHR | ESP | MON | CAN | EUR | GBR | GER | HUN | BEL | ITA | SIN | JPN | KOR | IND | UAE | USA | BRA |     | 109    | 7.       |
| 2012 | VJM05  | Mercedes V8 2,4 (FO 108Z)             | McLaren 7 sebességes félautomata                               | P    | Paul di Resta (11)        | 10  | 7   | 13  | 6   | 14  | 7   | 11  | 7   | Ki  | 11  | 12  | 10  | 8   | 4   | 12  | 12  | 12  | 9   | 15  | Ki  |     | 109    | 7.       |
| 2012 | VJM05  | Mercedes V8 2,4 (FO 108Z)             | McLaren 7 sebességes félautomata                               | P    | Nico Hülkenberg (12)      | Ki  | 9   | 15  | 12  | 10  | 8   | 12  | 5   | 12  | 9   | 11  | 4   | 21  | 14  | 7   | 6   | 8   | Ki  | 8   | 5   |     | 109    | 7.       |
| 2013 | VJM06  | Mercedes V8 2,4 (FO 108Z)             | McLaren 7 sebességes félautomata 'e-shift'                     | P    |                           | AUS | MAL | CHN | BHR | ESP | MON | CAN | GBR | GER | HUN | BEL | ITA | SIN | KOR | JPN | IND | UAE | USA | BRA |     |     | 77     | 6.       |
| 2013 | VJM06  | Mercedes V8 2,4 (FO 108Z)             | McLaren 7 sebességes félautomata 'e-shift'                     | P    | Paul di Resta (14)        | 8   | Ki  | 8   | 4   | 7   | 9   | 7   | 9   | 11  | 18† | Ki  | Ki  | 20† | Ki  | 11  | 8   | 6   | 15  | 11  |     |     | 77     | 6.       |
| 2013 | VJM06  | Mercedes V8 2,4 (FO 108Z)             | McLaren 7 sebességes félautomata 'e-shift'                     | P    | Adrian Sutil (15)         | 7   | Ki  | Ki  | 13  | 13  | 5   | 10  | 7   | 13  | Ki  | 9   | 16† | 10  | 20† | 14  | 9   | 10  | Ki  | 13  |     |     | 77     | 6.       |
| 2014 | VJM07  | Mercedes PU106A Hybrid 1.6 V6 t       |                                                                | P    |                           | AUS | MAL | BHR | CHN | ESP | MON | CAN | AUT | GBR | GER | HUN | BEL | ITA | SIN | JPN | RUS | USA | BRA | UAE |     |     | 155    | 6.       |
| 2014 | VJM07  | Mercedes PU106A Hybrid 1.6 V6 t       | Sergio Pérez (11)                                              | P    | 10                        | Ni  | 3   | 9   | 9   | Ki  | 11† | 6   | 11  | 10  | Ki  | 8   | 7   | 7   | 10  | 10  | Ki  | 15  | 7   |     |     |     | 155    | 6.       |
| 2014 | VJM07  | Mercedes PU106A Hybrid 1.6 V6 t       | Nico Hülkenberg (27)                                           | P    | 6                         | 5   | 5   | 6   | 10  | 5   | 5   | 9   | 8   | 7   | Ki  | 10  | 12  | 9   | 8   | 12  | Ki  | 8   | 6   |     |     |     | 155    | 6.       |
| 2015 | VJM08  | Mercedes PU106B Hybrid 1.6 V6 t       |                                                                | P    |                           | AUS | MAL | CHN | BHR | ESP | MON | CAN | AUT | GBR | HUN | BEL | ITA | SIN | JPN | RUS | USA | MEX | BRA | UAE |     |     | 136    | 5.       |
| 2015 | VJM08  | Mercedes PU106B Hybrid 1.6 V6 t       | Sergio Pérez (11)                                              | P    | 10                        | 13  | 11  | 8   | 13  | 7   | 11  | 9   | 9   | Ki  | 5   | 6   | 7   | 12  | 3   | 5   | 8   | 12  | 5   |     |     |     | 136    | 5.       |
| 2015 | VJM08  | Mercedes PU106B Hybrid 1.6 V6 t       | Nico Hülkenberg (27)                                           | P    | 7                         | 14  | Ki  | 13  | 15  | 11  | 8   | 6   | 7   | Ki  | Ni  | 7   | Ki  | 6   | Ki  | Ki  | 7   | 6   | 7   |     |     |     | 136    | 5.       |
| 2016 | VJM09  | Mercedes PU106C Hybrid 1.6 V6 t       |                                                                | P    |                           | AUS | BHR | CHN | RUS | ESP | MON | CAN | EUR | AUT | GBR | HUN | GER | BEL | ITA | SIN | MAL | JPN | USA | MEX | BRA | UAE | 173    | 4.       |
| 2016 | VJM09  | Mercedes PU106C Hybrid 1.6 V6 t       | Sergio Pérez (11)                                              | P    | 13                        | 16  | 11  | 9   | 7   | 3   | 10  | 3   | 17† | 6   | 11  | 10  | 5   | 8   | 8   | 6   | 7   | 8   | 10  | 4   | 8   |     | 173    | 4.       |
| 2016 | VJM09  | Mercedes PU106C Hybrid 1.6 V6 t       | Nico Hülkenberg (27)                                           | P    | 7                         | 15  | 15  | Ki  | Ki  | 6   | 8   | 9   | 19  | 7   | 10  | 7   | 4   | 10  | Ki  | 8   | 8   | Ki  | 7   | 7   | 7   |     | 173    | 4.       |
| 2017 | VJM10  | Mercedes F1 M08 EQ Power+ Hybrid V6 t |                                                                | P    |                           | AUS | CHN | BHR | RUS | ESP | MON | CAN | AZE | AUT | GBR | HUN | BEL | ITA | SIN | MAL | JPN | USA | MEX | BRA | UAE |     | 187    | 4.       |
| 2017 | VJM10  | Mercedes F1 M08 EQ Power+ Hybrid V6 t | Sergio Pérez (11)                                              | P    | 7                         | 9   | 7   | 6   | 4   | 13  | 5   | Ki  | 7   | 9   | 8   | 17† | 9   | 5   | 6   | 7   | 8   | 7   | 9   | 7   |     |     | 187    | 4.       |
| 2017 | VJM10  | Mercedes F1 M08 EQ Power+ Hybrid V6 t | Esteban Ocon (31)                                              | P    | 10                        | 10  | 10  | 7   | 5   | 12  | 6   | 6   | 8   | 8   | 9   | 9   | 6   | 10  | 10  | 6   | 6   | 5   | Ki  | 8   |     |     | 187    | 4.       |
| 2018 | VJM11  | Mercedes F1 M09 EQ Power+ Hybrid V6 t |                                                                | P    |                           | AUS | BHR | CHN | AZE | ESP | MON | CAN | FRA | AUT | GBR | GER | HUN | BEL | ITA | SIN | RUS | JPN | USA | MEX | BRA | UAE | 0 (49) | KIZ      |
| 2018 | VJM11  | Mercedes F1 M09 EQ Power+ Hybrid V6 t | Sergio Pérez (11)                                              | P    | 11                        | 16  | 11  | 3   | 9   | 12  | 14  | Ki  | 7   | 10  | 7   | 14  |     |     |     |     |     |     |     |     |     |     | 0 (49) | KIZ      |
| 2018 | VJM11  | Mercedes F1 M09 EQ Power+ Hybrid V6 t | Esteban Ocon (31)                                              | P    | 12                        | 10  | 11  | Ki  | Ki  | 6   | 9   | Ki  | 6   | 7   | 8   | 13  |     |     |     |     |     |     |     |     |     |     | 0 (49) | KIZ      |

* A szezon jelenleg is zajlik
†: Bár kiesett, de a verseny 90%-át teljesítette, így teljesítményét értékelték.
A 2014-es szezonzáró abu-dzabi nagydíjon dupla pontokat osztottak ki.